# Ingo Prihoda
Ingo Prihoda (* 30. Jänner 1922 in Iglau; † Mai 1991 in Horn) war ein österreichischer Lehrer, Heimatforscher und Museumsdirektor.

## Leben
Nach dem Zweiten Weltkrieg machte Ingo Prihoda in Graz ein Lehramtsstudium der Geschichte und der Geographie. Seine Dissertation befasste sich mit dem Horner Becken. Danach unterrichtete er zehn Jahre an der Hauptschule in Deutschlandsberg. Während dieser Zeit und auch später wirkte er an der Erforschung der Fundstelle Kamegg sowie der Horner Flur Galgenberg mit und legte eine profunde Privatsammlung an. 1960 kam er als Professor an das Bundesgymnasium Horn. Er engagierte sich in der Heimatforschung und wurde Museumsdirektor des Höbarth- und Madermuseums in Horn.

## Publikationen
- Das Horner Becken. Eine länderkundliche Darstellung mit Berücksichtigung des unteren Kamptales als Entwicklungsader des Beckens. Phil. Diss., Graz 1950.
- Das Heimatmuseum als Erziehungsfaktor. In: Österreich in Geschichte und Literatur. 5. Jg. 1961, S. 396 ff.
- Anfänge und Entwicklung von Stadt und Herrschaft Horn. In: Höbarthmuseum der Stadt Horn. Horn 1973, S. 57–76
- Steinzeitliche Gesichtsdarstellungen. In: Waldviertler Heimatbund (Hrsg.): Das Waldviertel. Horn 1975.
- Geheimnisvolles Strögen. In: Waldviertler Heimatbund (Hrsg.): Das Waldviertel. Horn 1976.
- Drosendorfer Plateaulehmstationen. (S. 96 ff) sowie Räuberhauptmann Johann Georg Grasel. (S. 243 ff). In: Waldviertler Heimatbund (Hrsg.): Das Waldviertel. Horn 1977.
- Höbarthmuseum und Museumsverein in Horn 1930-1980. Festschrift zur 50-Jahr-Feier. (Hrsg.) Horn 1980.
- Josef Höbarth - Gedenkschrift zu seinem 30. Todestag. (als Hrsg.), Horn 1982.
- Feldmarschalleutnant Arthur Nowak (1854—1932). Horn 1982.
- Madermuseum Horn. Horn 1983.
- Gedanken zum ältesten Horn. In: Ralph Andraschek-Holzer und Ernst Rabl (Hrsg.): Höbarthmuseum und Stadt Horn. Beiträge zu Museum und Stadtgeschichte. Museumsverein, Horn 1991.